# Die Newton Boys
Die Newton Boys (Originaltitel: The Newton Boys) ist ein US-amerikanisches Filmdrama aus dem Jahr 1998. Regie führte Richard Linklater, der gemeinsam mit Claude Stanush und Clark Walker auch das Drehbuch anhand eines Buches von Claude Stanush schrieb.

## Handlung
Der Film erzählt episodenartig über einen Zeitraum von fünf Jahren die Geschichte von vier aus Texas stammenden Brüdern – Joe, Jesse, Willis und Dock – die gemeinsam mit Brentwood Glasscock (Dwight Yoakam) Banküberfälle begehen.
Im Jahr 1919 verliert Willis Newton seine Anstellung als Baumwollpflücker, da er zwei Jahre für eine Tat im Gefängnis verbracht hat, die er nach eigener Aussage nicht begangen hat. Das führt zu einer gewissen Verbitterung, die sich in der Umsetzung seiner ganz eigenen Philosophie Bahn bricht: Gemeinsam mit dem Sprengstoffexperten Brentwood Glasscock will er reiche Banken berauben und das Geld den Armen zukommen lassen, zuvörderst sich selbst. Willis Newton und Brentwood Glasscock versuchen ihr Glück dabei zuerst mit Slim als Trio und bei Tageslicht. Allerdings verläuft der Raub anders als geplant: Slim wird vom Pferd geschossen und Willis muss per Sprung in einen Fluss fliehen. Aus diesen Erfahrungen schlussfolgern Willis Newton und Brentwood Glasscock, dass sie vergleichbare Aktivitäten am Tag vermeiden und stattdessen bei Nacht Tresore sprengen sollten. Zuerst holt Willis dafür seine jüngeren Brüder Joe und Jesse an Bord, später folgt der älteste Bruder Dock.
Die Bande arbeitet sich dabei durch die US-Bundesstaaten Nebraska, Kansas, Iowa, North Dakota, Illinois und Wisconsin. Einige der Überfälle werden dabei in ihrem Ablauf gezeigt, während die meisten mit einer Montage aus Bildern von Geld, explodierenden Safes und Zeitungsüberschriften nur kurz skizziert werden. In Omaha verliebt sich Willis Newton in eine attraktive, alleinerziehende Mutter. Schließlich kommt die Bande in Kanada an, um dort am helllichten Tag Geldsäcke von Bankkurieren zu stehlen. Von dort geht es weiter zu ihrem – auf Basis des zu erbeutenden Geldes – größten Überfall: einem Postzug mit über 3 Millionen US-Dollar in der Nähe von Chicago. Aufgrund der Höhe der Summe, dem bis dato größten Zugraub der US-amerikanischen Geschichte, geraten sie aber nachhaltig in das Visier des Rechtsstaates. Auch wenn sich die Bande die Regel auferlegt hat, niemanden zu erschießen, gehen sie doch nicht gewaltlos vor und schießen stattdessen mit nichttödlicher Gewaltanwendung (etwa in Arme) und verprügeln später in Toronto eine Menge Polizisten.
Die Brüder ziehen nach Toronto, wo Dock Newton von seinem Mitstreiter Brentwood Glasscock angeschossen wird. Die anderen Brüder bringen ihn zum Arzt und werden danach verhaftet. Nach einer Gerichtsverhandlung werden sie zu Gefängnisstrafen verurteilt.

## Kritiken
Roger Ebert schrieb in der Chicago Sun-Times vom 27. März 1998, der Film zeige die Ereignisse in einer „gedämpften, schlängelnden“ Weise. Es gebe viel Konversation über das Thema des Bankraubs – was nicht besonders interessant sei. Dem Film würden „Schub und Energie“ fehlen. Wenn es überhaupt Actionszenen gebe, würden sie wie ein Schatten des Films Bonnie und Clyde wirken – dessen Einfluss ebenfalls bei den Kostümen, den Fahrzeugen und der Musik bemerkbar sei. Besonders unterhaltsam seien die während des Abspanns gezeigten Bilder der echten Willis Newton und Joe Newton.
Das Lexikon des internationalen Films schrieb, der Film mache „in einer detailgenauen naturalistischen Rekapitulation des Zeitstils“ „mit einer weniger spektakulären Seite von Gangstertum und amerikanischem Traum bekannt, allerdings um den Preis von Spannung und dramaturgischer Zuspitzung“. Er bleibe daher „ebenso ehrbar wie langweilig“.
Bei dem fünften Werk Richard Linklaters handele es sich um „einen rasanten, unterhaltsamen Film, der kernige Spannung durch eine leicht dramatische Charakterinteraktion ersetzt, die gelegentlich an reine Komödie grenzt“ (englisch „a fast-paced, entertaining motion picture that replaces gritty tension with a lightly- dramatic character interaction that occasionally borders on straight comedy.“), so eine vergleichsweise wohlwollende Rezension aus den Vereinigten Staaten. Allerdings zeige auch keiner der Darsteller eine herausragende Performance, jedoch wirke im Gegenzug auch niemand fehlbesetzt. Aus der Riege der vier zentralen Darsteller zeige Vincent D’Onofrio die stärkste Leistung.
In einer Kurzkritik für Entertainment Weekly stellt David Everitt konsterniert die Eingangsfrage, ob jetzt wirklich die Zeit angebrochen sei, Gangsterfilmer aus den 1970er-Jahren zu imitieren. Konkret meint er damit den (im Original schlicht mit „Dillinger“ betitelten) Film Jagd auf Dillinger (1973) und Diebe wie wir (1974). Allerdings gelinge es dem Regisseur und Coautoren Richard Linklater dabei nicht, den Charme dieser Filme einzufangen.
In einer differenzierenden Kritik kontrastiert Manohla Dargis von LA Weekly die Leistung der Darsteller mit dem Film: Während Linklater „das Unmögliche“ gelinge und er Ethan Hawke „erträglich“ mache und er es zudem schaffe, Skeet Ulrich und Dwight Yoakam zu einer überzeugenderen Bildschirmpräsenz zu verhelfen als dem „extrem begabten“ Vincent D’Onofrio, sei die filmische Darstellung eines Lebens aus Diebstahl, Alkohol und Frauen „furchtbar langweilig“. Zudem gebe es nur wenige Dinge, die keine komplette Überraschung wären.
Bei den „Newton Boys“ handele es sich um einen „gutaussehenden Film mit einer gutaussehenden Darstellerriege“, allerdings sei die Geschichte „erstaunlich eindimensional“ (englisch „a good-looking movie with a good- looking cast […] surprisingly flat story“), so SF Gate.
Für den Regisseur Richard Linklater sei „The Newton Boys“ der „konventionellste Film“ und – trotz einiger Schwächen – „nicht schlecht“ sowie „tausendmal genießbarer als sein furchtbares SubUrbia“.

## Umsatz
An den Kinokassen in den Vereinigten Staaten setzte der Film aufgerundet 10,5 Mio. US-Dollar um; davon 4 Mio. US-Dollar an seinem Eröffnungswochenende. In der statistischen Auswertung des Wochenendes bedeutete das mit dem neunten Platz unter allen Filmen eine Top-10-Platzierung sowie – etwas unter 2.000 Kino – einen durchschnittlichen Umsatz von etwas über 2.000 US-Dollar Umsatz pro Kino.

## Hintergründe
Der Film wurde in Austin, in San Antonio und in einigen anderen Orten in Texas gedreht. Die Produktionskosten betrugen schätzungsweise 27 Millionen US-Dollar. Die Weltpremiere fand am 14. März 1998 auf dem South by Southwest Film Festival statt. Der Film spielte in den Kinos der USA ca. 10,3 Millionen US-Dollar ein. In einigen Ländern wie Großbritannien wurde er direkt auf Video veröffentlicht.
Aufgrund der Verwendung von obszöner Sprache sowie Gewaltdarstellungen hat der Film von der Motion Picture Association of America die Freigabeklassifizierung PG-13 erhalten.

## Trivia
Im Film überredet der von Matthew McConaughey gespielte Charakter Willis Newton mit dem Versprechen, niemals seine Bank auszurauben, einen Banker dazu, eine Liste mit allen Banken auszuhändigen, die eine bestimmte, auf Nitroglyzerin gut reagierende Art von Tresoren einsetzt. Im echten Leben hat Willis sich tatsächlich eine solche Liste von einem Mitarbeiter der „Texas Association of Bankers“ beschafft – allerdings hat er dafür bezahlt.
Auch wenn die Bande der „Newton Boys“ tatsächlich, so wie es im Film dargestellt ist, 1924 aufgehört hat zu existieren, haben doch nicht alle Mitglieder ihre Schlüsse aus der nachfolgenden Zeit im Gefängnis gezogen. Der echte Dock Newton wurde 1968 im Alter von 77 Jahren verhaftet, als er eine Bank überfallen wollte. 1973 wurde der echte Willis Newton im Alter von 84 Jahren beschuldigt, erneut an einem Bankraub beteiligt gewesen zu sein – allerdings war die Beweislage nicht ausreichend, um ihn hinter Gitter zu bringen.
Am Ende des Films baut Richard Linklater in den Abspann originale TV-Mitschnitte von den gealterten Newton-Brüdern ein; darunter einen eher jovialen Besuch eines Bruder bei Johnny Carson in dessen The Tonight Show.